# Моллер, Альбин

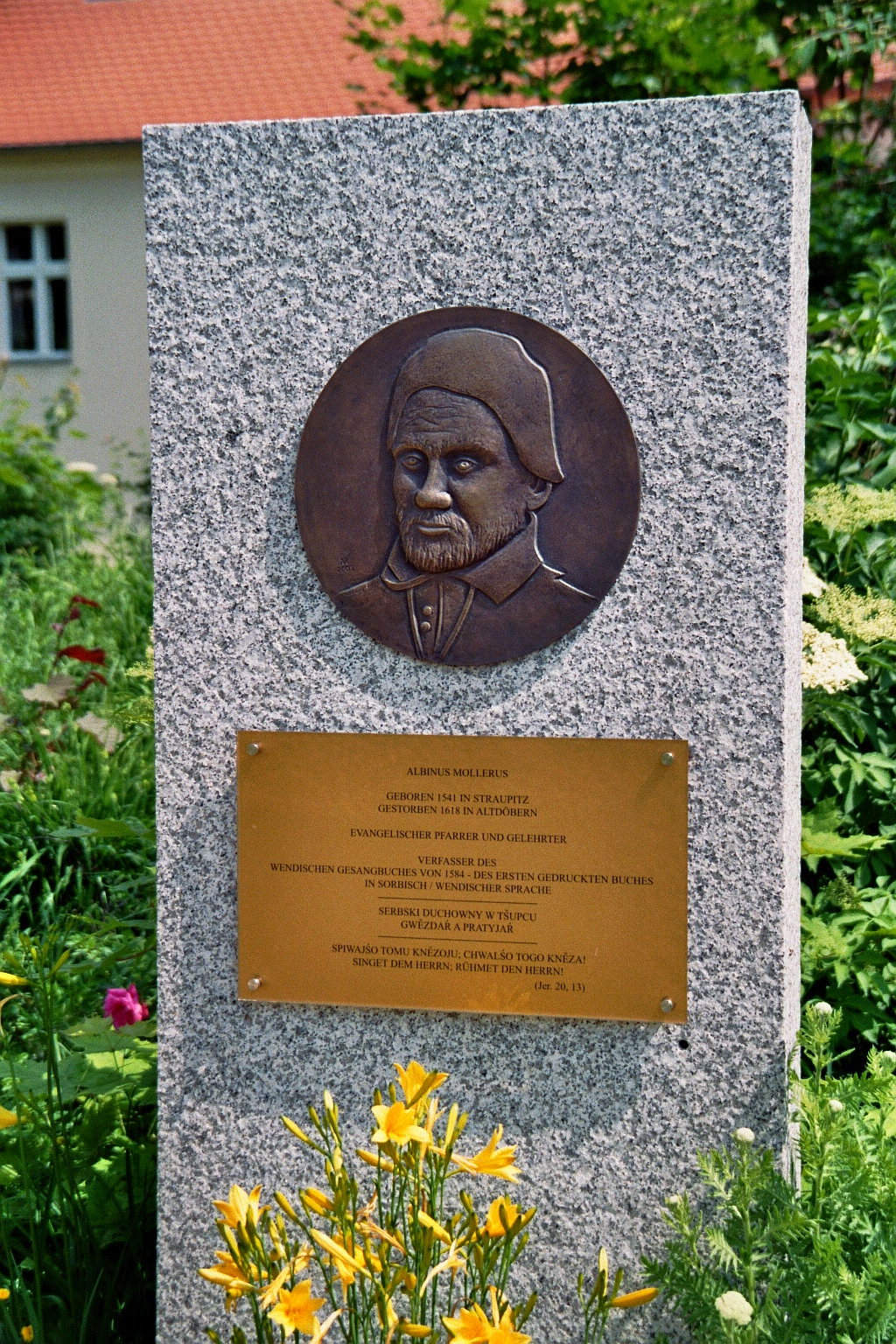
Памятник Альбину Моллеру

Альбин Моллер (н.-луж. Albin Moller, лат. Albinus Mollerus, 1541 года, деревня Яншойце, Нижняя Лужица — 26 декабря 1618 года, Стара-Дарбня, Нижняя Лужица) — лютеранский священник, нижнелужицкий писатель, богослов, переводчик, астроном и ботаник. Издал первые три печатные книги на нижнелужицком языке.

## Биография
Родился около 1541 года в серболужицкой деревне Яншойце в семье служащего аристократического рода графов фон Дона. Окончил латинскую школу в Калау. Изучал теологию в университете Франкфурта-на-Майне и с 1568 года — в Виттенбергском университете. В 1572 году служил капелланом в лютеранском приходе в серболужицкой деревне Торнов в окрестностях Калау и в родной деревне Яншойце, где он служил два года. С 1608 году был назначен настоятелем в Старой-Дарбне, где служил до своей смерти 26 декабря 1618 года.
В 1574 году издал за свой счёт в типографии книготорговцев Вольрабов три первые печатные книги — «Малый катехизис» Мартина Лютера, «Вечный церковный календарь» и «Сборник лужицких псалмов» (Wendisches Gesangbuch), который содержал 120 церковных гимнов и псалмов, которые он перевёл с немецкого языка. В 1582 году издал книгу на латинском языке с наименованиями 240 видов лекарственных растений, где к латинским и немецким названиями растений добавил их лужицкий вариант. Опубликовал несколько работ по астрономии и астрологии. Издавал церковные календари с астрономическими и астрологическими сведениями, которые пользовались популярностью и были переведены под его именем на польский, чешский и немецкий языки. Астрономические работы Альбина Моллера были переведены на верхнелужицкий язык под наименованием «Правдивое и подробное сообщение о новой комете» (издана в 1605 году) и «Большая практическая астрология» (издана в 1613 году).
Научная деятельность Альбина Моллера была замечена императором Священной Римской империи Рудольфом II, который подарил ему в 1657[уточнить] году дом в Старой-Дарбне, где он прожил до конца своей жизни.

## Память
В Штраупице около Дорфкирхе находится памятник, посвящённый Альбину Моллеру.

## Сочинения
- Prognosticon Astrologicum. Auff die Vier Zeiten und andere Bedeutung der Planeten/Vnd Sternen zum ersten auff das 1573, darnach auff das 1574 Jahr nach Christi Geburt. Hans Wolrab, Bautzen 1572
- Wendisches Gesangbuch. Hans Wolrab, Bautzen 1574; Nachdruck: Niedersorbisches Gesangbuch und Katechismus. Gedruckt zu Budissin, 1574 (= Veröffentlichungen des Instituts für Slawistik, Band 18). Akademie-Verlag, Berlin 1959
- Namenn der vornembsten Arztney Kreuter Ihn Lateinischer Deutzscher Vnnd wendischer Sprachenn. 1582
- Die grosse Practica astrologica … 1596 … Leipzig 1595
- Die grosse: Practica Astrologica, Das ist: Natürliche und gründliche prognostication und verkündigung von dem Gewitter der vier Zeiten, auch von Finsternissen, Krieg und anderen Unglücke, von Reisefarten, Legation und handel zu Lande und zu Wasser … Leipzig [um 1599]
- Alt und New Schreibcalender Auff das Jar nach unsers Herrn Jhesu Christi Geburt MDCI. Magdeburg [um 1600]